# Carole Matthieu
Pour plus de détails, voir Fiche technique et Distribution.
Carole Matthieu est un film français  de Louis-Julien Petit qui a été d'abord diffusé sur Arte le 20 novembre 2016 puis le 7 décembre en salles. Il est l'adaptation du roman Les Visages écrasés de Marin Ledun.

## Synopsis
Carole Matthieu, médecin généraliste, a choisi d'être médecin du travail pour donner un sens à sa vie et son travail. Elle s'épuise à dénoncer, sans être entendue, les conditions de travail des employés d'un centre d'appel. Trois suicides dans l'entreprise vont susciter l'attention des médias et provoquer une enquête.

## Fiche technique
- Titre : Carole Matthieu
- Réalisation : Louis-Julien Petit
- Scénario : Louis-Julien Petit, Fanny Burdino, Samuel Doux,avec la collaboration de Marin Ledun, d'après son roman Les Visages écrasés
- Image : David Chambille
- Musique : Laurent Perez del Mar
- Montage : Antoine Vareille, Nathan Delannoy
- Décors : Cécile Deleu
- Son : Julien Blasco
- Producteurs : Liza Benguigui, Marc Ladreit de Lacharrière, Philippe Dupuis-Mendel
- Productrice associée : Isabelle Adjani
- Pays d'origine :  France
- Genre : drame
- Durée : 87 minutes
- Dates de sortie :
  - 18 novembre 2016 sur Arte
  -  France : 7 décembre 2016

## Distribution
- Isabelle Adjani : Carole Matthieu
- Corinne Masiero : Christine Pastres, la DRH
- Lyes Salem : Alain
- Ola Rapace : Revel
- Pablo Pauly : Cédric, manager
- Arnaud Viard : Jean-Paul
- Sarah Suco : Anne, la fille de Carole
- Marie-Christine Orry : Sarah
- Sébastien Chassagne : Louis Parrat
- Alexandre Carrière : Vincent Fournier
- Patricia Pekmezian : Anne-Marie
- Christian Joubert : Patrick
- Vincent Duquesne : Eric
- Denis Mignien : Employé
- Emmanuel Rausenberger : Inspecteur du travail
- Didier Cousin : Psychologue
- Pierre Degand : Employé

## Tournage
Le tournage s'est déroulé en novembre et décembre 2015 dans le Nord à Tourcoing.

## Distinctions

### Nomination et sélections
- Festival du film francophone d'Angoulême 2016 : Hors compétition[2]
- Festival des films du monde de Montréal 2016
- Festival de la fiction TV de La Rochelle 2016 : Hors compétition
- Festival du cinéma méditerranéen de Montpellier 2016 : Hors compétition